# Thomas von Wickede (1566–1626)
Thomas von Wickede (* 1566; † 30. März 1626) war ein deutscher Ratsherr der Hansestadt Lübeck.

## Leben

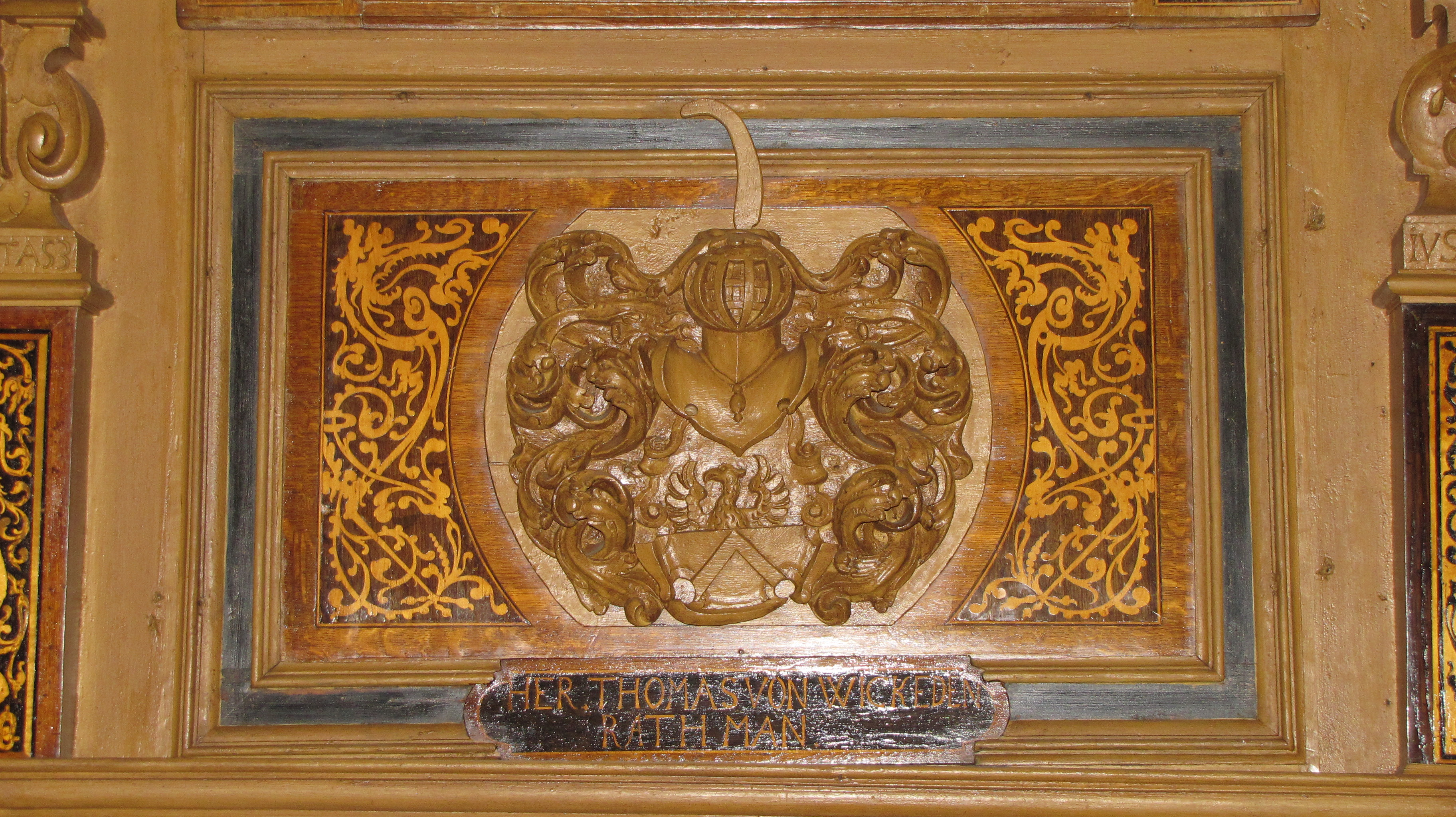
Thomas von Wickedes Wappen an der Orgelfront in der Lübecker Aegidienkirche

Thomas von Wickede war Sohn des Lübecker Ratsherrn Johann von Wickede († 1577). Ab 1586 studierte er an der Universität Wittenberg. Er wurde 1589 Mitglied der wieder neu begründeten patrizischen Zirkelgesellschaft in Lübeck. Der Lübecker Rat erwählte ihn 1593 zum Ratsherrn der Stadt. Als Diplomat vertrat er die Stadt 1596 als Mitglied der Gesandtschaft zur Krönung Königs Christian IV. von Dänemark in Kopenhagen. 1615 vermittelte er einen Vergleich zwischen der Hansestadt Braunschweig und Herzog Friedrich Ulrich von Braunschweig-Wolfenbüttel in den laufenden Auseinandersetzungen um die Unabhängigkeit der Stadt Braunschweig.
Er bewohnte den Hof in der Lübecker St.-Annen-Straße 13; das Grundstück ist heute mit der Lübecker Synagoge überbaut.
Thomas von Wickede erwarb 1584 für die Familie von Wickede das Gut Kastorf zum Preise von 19000 Mark Lübisch.
Wickede war in erster Ehe verheiratet mit einer Tochter des Ratsherrn Joachim Lüneburg. In zweiter Ehe heiratete er die Witwe von Georg Wibbeking, Tochter des Anton Meyer. Der Lübecker Bürgermeister Gottschalk von Wickede war sein Sohn. Seine Tochter Elsabe (* 1603; † 17. Februar 1662) heiratete den Syndikus Joachim Carstens.